# Orchestre du Siècle des Lumières
Orchestra of the Age of Enlightenment
L'Orchestre du Siècle des Lumières — en anglais, Orchestra of the Age of Enlightenment (OAE) — est le principal orchestre symphonique anglais jouant sur instruments d'époque.

## Historique
Fondé en 1986 par un groupe de musiciens, il n'a pas de chef principal mais se dote de chefs invités tels Simon Rattle et Frans Brüggen. L'orchestre est associé au Royal Festival Hall de Londres et au festival de Glyndebourne.
L'orchestre réalise de nombreuses tournées internationales, en Amérique du Sud et aux États-Unis en 2002, ou dans l'Asie du Sud-Est en 2003.

## Répertoire
L'orchestre a enregistré près de 50 disques, de Purcell à Verdi avec des artistes comme Gustav Leonhardt, Lorraine Hunt Lieberson, Renée Fleming, Susan Graham, Sir Charles Mackerras, Andreas Scholl, Ivan Fischer, Vladimir Jurowski, Mark Elder, Ian Bostridge et Michael Chance.